# Torneo WTA de San Petersburgo
El St. Petersburg Ladies' Trophy (anteriormente conocido como el Ladies Neva Cup) es un torneo de tenis profesional de mujeres jugado en cancha dura bajo techo. El evento forma parte de la categoría WTA 500 y se llevó a cabo por primera vez en San Petersburgo en 2016.
La tenista que más veces ha ganado este torneo es  Kiki Bertens, con un total de dos veces en 2019 y 2020.

## Campeonas

### Individual
| Año  | Campeona            | Finalista           | Resultado        |
| ---- | ------------------- | ------------------- | ---------------- |
| 2016 | Roberta Vinci       | Belinda Bencic      | 6-4, 6-3         |
| 2017 | Kristina Mladenovic | Yulia Putintseva    | 6-2, 6-7(3), 6-4 |
| 2018 | Petra Kvitová       | Kristina Mladenovic | 6-1, 6-2         |
| 2019 | Kiki Bertens        | Donna Vekić         | 7-6(2), 6-4      |
| 2020 | Kiki Bertens        | Elena Rybakina      | 6-1, 6-3         |
| 2021 | Daria Kasátkina     | Margarita Gasparyan | 6-3, 2-1, ret.   |
| 2022 | Anett Kontaveit     | María Sákkari       | 5-7, 7-6(4), 7-5 |

### Dobles
| Año  | Campeonas                              | Finalistas                           | Resultado           |
| ---- | -------------------------------------- | ------------------------------------ | ------------------- |
| 2016 | Martina Hingis Sania Mirza             | Vera Dushevina Barbora Krejčiková    | 6-3, 6-1            |
| 2017 | Jeļena Ostapenko Alicja Rosolska       | Darija Jurak Xenia Knoll             | 3-6, 6-2, [10-5]    |
| 2018 | Timea Bacsinszky Vera Zvonareva        | Alla Kudryavtseva Katarina Srebotnik | 2-6, 6-1, [10-3]    |
| 2019 | Margarita Gasparyan Ekaterina Makarova | Anna Kalinskaya Viktória Kužmová     | 7-5, 7-5            |
| 2020 | Shuko Aoyama Ena Shibahara             | Kaitlyn Christian Alexa Guarachi     | 4-6, 6-0, [10-3]    |
| 2021 | Nadiia Kichenok Ioana Raluca Olaru     | Kaitlyn Christian Sabrina Santamaria | 2-6, 6-3, [10-8]    |
| 2022 | Anna Kalinskaya Caty McNally           | Alicja Rosolska Erin Routliffe       | 6-3, 6-7(5), [10-4] |